# Benjani Mwaruwari
Mpenjani Mwaruwari, meglio noto come Benjani o Benjani Mwaruwari (Bulawayo, 13 agosto 1978), è un ex calciatore zimbabwese di origini malawiane, attaccante.

## Carriera
Dopo il suo esordio da professionista nel campionato sudafricano con la maglia dei Jomo Cosmos è passato con la formula del prestito agli svizzeri del Grasshopper.
Nel 2002 si è trasferito in Francia all'Auxerre dove, nel corso delle quattro stagioni di militanza, ha conquistato due Coppe di Francia nel 2003 e nel 2005.
Durante la sessione invernale di calciomercato del 2006, è passato al Portsmouth, dove è rimasto per tre stagioni, prima di trasferirsi agli ordini di Eriksson nel Manchester City.
Dopo tre stagioni, a seguito dello scarso impiego, Benjani si è trasferito in prestito al Sunderland: una volta rientrato alla base, alla fine della stagione 2009-2010, il club di Manchester ha annunciato l'intenzione di non rinnovare il suo contratto.
Il 28 agosto 2010 viene messo sotto contratto da Sam Allardyce, allenatore dei Blackburn: la durata dell'accordo è annuale, con opzione per il rinnovo per l'anno successivo. Il 5 gennaio 2011 realizza la sua prima doppietta con la maglia del Blackburn contro il Liverpool (3-1).
Dopo essersi svincolato a fine stagione, il giocatore nell'agosto 2011 ritorna a giocare con il Portsmouth.
Il 24 settembre viene ingaggiato dal SuperSport United, squadra militante in Premier Soccer League, la massima serie del campionato sudafricano; l'accordo tuttavia salta qualche giorno dopo.
Il 27 febbraio 2013 firma un contratto fino al termine della stagione con un'opzione per la stagione successiva con il Chippa United, formazione militante nella massima serie sudafricana, con la quale debutta il 6 marzo successivo contro il Kaizer Chiefs. Scaduto il contratto, si lega al Bidvest Wits per la stagione successiva.

### Nazionale
È stato membro della nazionale zimbabwese dal 1999 al 2010, con la quale ha partecipato alla Coppa d'Africa 2006.

## Statistiche

### Cronologia presenze e reti nei club
Statistiche aggiornate al 1º gennaio 2011.
| Stagione               | Squadra                | Campionato | Campionato | Campionato | Coppe nazionali | Coppe nazionali | Coppe nazionali | Coppe continentali | Coppe continentali | Coppe continentali | Altre coppe | Altre coppe | Altre coppe | Totale | Totale |
| Stagione               | Squadra                | Comp       | Pres       | Reti       | Comp            | Pres            | Reti            | Comp               | Pres               | Reti               | Comp        | Pres        | Reti        | Pres   | Reti   |
| ---------------------- | ---------------------- | ---------- | ---------- | ---------- | --------------- | --------------- | --------------- | ------------------ | ------------------ | ------------------ | ----------- | ----------- | ----------- | ------ | ------ |
| 1999-2000              | Jomo Cosmos            | PSL        | 15         | 7          | -               | -               | -               | -                  | -                  | -                  | -           | -           | -           | 15     | 7      |
| 2000-2001              | Jomo Cosmos            | PSL        | 30         | 13         | -               | -               | -               | -                  | -                  | -                  | -           | -           | -           | 30     | 13     |
| Totale Jomo Cosmos     | Totale Jomo Cosmos     |            | 45         | 20         |                 |                 |                 |                    |                    |                    |             |             |             | 45     | 20     |
| 2001-2002              | Grasshopper            | A          | 16         | 1          | -               | -               | -               | -                  | -                  | -                  | -           | -           | -           | 16     | 1      |
| 2002-2003              | Auxerre                | L1         | 27         | 7          | -               | -               | -               | CL+CU              | 7+3                | 2+0                | -           | -           | -           | 37     | 9      |
| 2003-2004              | Auxerre                | L1         | 3          | 0          | -               | -               | -               | -                  | -                  | -                  | -           | -           | -           | 3      | 0      |
| 2004-2005              | Auxerre                | L1         | 31         | 11         | -               | -               | -               | CU                 | 10                 | 1                  | -           | -           | -           | 41     | 12     |
| 2005-gen. 2006         | Auxerre                | L1         | 11         | 1          | -               | -               | -               | CU                 | 2                  | 0                  | -           | -           | -           | 13     | 1      |
| Totale Auxerre         | Totale Auxerre         |            | 72         | 19         |                 |                 |                 |                    | 22                 | 3                  |             |             |             | 94     | 22     |
| gen.-giu. 2006         | Portsmouth             | PL         | 16         | 1          | -               | -               | -               | -                  | -                  | -                  | -           | -           | -           | 16     | 1      |
| 2006-2007              | Portsmouth             | PL         | 31         | 6          | FAC             | 2               | 0               | -                  | -                  | -                  | -           | -           | -           | 33     | 6      |
| 2007-gen. 2008         | Portsmouth             | PL         | 23         | 12         | FAC             | 1               | 0               | -                  | -                  | -                  | -           | -           | -           | 24     | 12     |
| Totale Portsmouth      | Totale Portsmouth      |            | 70         | 19         |                 | 3               | 0               |                    |                    |                    |             |             |             | 73     | 19     |
| gen.giu. 2008          | Manchester City        | PL         | 13         | 3          | -               | -               | -               | -                  | -                  | -                  | -           | -           | -           | 13     | 3      |
| 2008-2009              | Manchester City        | PL         | 8          | 1          | -               | -               | -               | CU                 | 4                  | 2                  | -           | -           | -           | 12     | 3      |
| 2009-gen. 2010         | Manchester City        | PL         | 2          | 0          | FAC+FLC         | 2+2             | 1+0             | -                  | -                  | -                  | -           | -           | -           | 6      | 1      |
| Totale Manchester City | Totale Manchester City |            | 23         | 4          |                 | 4               | 1               |                    | 4                  | 2                  |             |             |             | 31     | 7      |
| gen.-giu. 2010         | Sunderland             | PL         | 8          | 0          | -               | -               | -               | -                  | -                  | -                  | -           | -           | -           | 8      | 0      |
| 2010-2011              | Blackburn              | PL         | 18         | 3          | FLC             | 1               | 0               | -                  | -                  | -                  | -           | -           | -           | 19     | 3      |
| Totale                 | Totale                 |            | 252        | 67         |                 | 8               | 1               |                    | 26                 | 5                  |             |             |             | 286    | 72     |

### Cronologia presenze e reti in nazionale
| Cronologia completa delle presenze e delle reti in nazionale ― Zimbabwe | Cronologia completa delle presenze e delle reti in nazionale ― Zimbabwe | Cronologia completa delle presenze e delle reti in nazionale ― Zimbabwe | Cronologia completa delle presenze e delle reti in nazionale ― Zimbabwe | Cronologia completa delle presenze e delle reti in nazionale ― Zimbabwe | Cronologia completa delle presenze e delle reti in nazionale ― Zimbabwe | Cronologia completa delle presenze e delle reti in nazionale ― Zimbabwe | Cronologia completa delle presenze e delle reti in nazionale ― Zimbabwe |
| Data                                                                    | Città                                                                   | In casa                                                                 | Risultato                                                               | Ospiti                                                                  | Competizione                                                            | Reti                                                                    | Note                                                                    |
| ----------------------------------------------------------------------- | ----------------------------------------------------------------------- | ----------------------------------------------------------------------- | ----------------------------------------------------------------------- | ----------------------------------------------------------------------- | ----------------------------------------------------------------------- | ----------------------------------------------------------------------- | ----------------------------------------------------------------------- |
| 16-6-1999                                                               | Johannesburg                                                            | Sudafrica                                                               | 0 – 1                                                                   | Zimbabwe                                                                | Amichevole                                                              | -                                                                       | 68’                                                                     |
| 3-7-1999                                                                | Asmara                                                                  | Etiopia                                                                 | 0 – 1                                                                   | Zimbabwe                                                                | Qual. Coppa d'Africa 2000                                               | -                                                                       | Ingresso                                                                |
| 18-7-1999                                                               | Lobamba                                                                 | eSwatini                                                                | 1 – 1 (4 – 3 dtr)                                                       | Zimbabwe                                                                | COSAFA Cup 1999 - Quarti di finale                                      | -                                                                       | Ingresso                                                                |
| 30-7-1999                                                               | Harare                                                                  | Zimbabwe                                                                | 2 – 1                                                                   | Senegal                                                                 | Qual. Coppa d'Africa 2000                                               | -                                                                       | Ingresso                                                                |
| 8-8-1999                                                                | Dakar                                                                   | Senegal                                                                 | 2 – 0                                                                   | Zimbabwe                                                                | Qual. Coppa d'Africa 2000                                               | -                                                                       | Ingresso                                                                |
| 15-8-1999                                                               | Harare                                                                  | Zimbabwe                                                                | 4 – 0                                                                   | Etiopia                                                                 | Qual. Coppa d'Africa 2000                                               | -                                                                       | Ingresso                                                                |
| 18-6-2000                                                               | Conakry                                                                 | Guinea                                                                  | 3 – 0                                                                   | Zimbabwe                                                                | Qual. Mondiali 2002                                                     | -                                                                       | 70’                                                                     |
| 1-7-2000                                                                | Victoria                                                                | Seychelles                                                              | 0 – 1                                                                   | Zimbabwe                                                                | Qual. Coppa d'Africa 2002                                               | 1                                                                       |                                                                         |
| 9-7-2000                                                                | Harare                                                                  | Zimbabwe                                                                | 0 – 2                                                                   | Sudafrica                                                               | Qual. Mondiali 2002                                                     | -                                                                       | 60’                                                                     |
| 29-7-2000                                                               | Port Elizabeth                                                          | Sudafrica                                                               | 0 – 1                                                                   | Zimbabwe                                                                | COSAFA Cup 2000 - Semifinale                                            | -                                                                       | 80’                                                                     |
| 13-8-2000                                                               | Maseru                                                                  | Lesotho                                                                 | 0 – 3                                                                   | Zimbabwe                                                                | COSAFA Cup 2000 - Finale d'andata                                       | -                                                                       | 80’                                                                     |
| 29-8-2000                                                               | Bulawayo                                                                | Zimbabwe                                                                | 3 – 0                                                                   | Lesotho                                                                 | COSAFA Cup 2000 - Finale di ritorno                                     | 1                                                                       | 80’                                                                     |
| 8-10-2000                                                               | Accra                                                                   | Ghana                                                                   | 4 – 1                                                                   | Zimbabwe                                                                | Qual. Coppa d'Africa 2002                                               | 1                                                                       |                                                                         |
| 14-1-2001                                                               | Bulawayo                                                                | Zimbabwe                                                                | 1 – 2                                                                   | Lesotho                                                                 | Qual. Coppa d'Africa 2002                                               | 1                                                                       |                                                                         |
| 11-3-2001                                                               | Harare                                                                  | Zimbabwe                                                                | 2 – 1                                                                   | Malawi                                                                  | Qual. Mondiali 2002                                                     | 1                                                                       | 40’                                                                     |
| 5-5-2001                                                                | Johannesburg                                                            | Sudafrica                                                               | 2 – 1                                                                   | Zimbabwe                                                                | Qual. Mondiali 2002                                                     | -                                                                       | 55’ 87’                                                                 |
| 17-6-2001                                                               | Kinshasa                                                                | RD del Congo                                                            | 2 – 1                                                                   | Zimbabwe                                                                | Qual. Mondiali 2002                                                     | 1                                                                       |                                                                         |
| 30-9-2001                                                               | Harare                                                                  | Zimbabwe                                                                | 0 – 1                                                                   | Angola                                                                  | COSAFA Cup 2001 - Finale di ritorno                                     | -                                                                       | 66’                                                                     |
| 5-5-2002                                                                | Harare                                                                  | Sudafrica                                                               | 0 – 2                                                                   | eSwatini                                                                | COSAFA Cup 2002 - Quarti di finale                                      | -                                                                       |                                                                         |
| 8-9-2002                                                                | Harare                                                                  | Zimbabwe                                                                | 1 – 0                                                                   | Mali                                                                    | Qual. Coppa d'Africa 2004                                               | -                                                                       |                                                                         |
| 12-10-2002                                                              | Asmara                                                                  | Eritrea                                                                 | 0 – 1                                                                   | Mali                                                                    | Qual. Coppa d'Africa 2004                                               | -                                                                       | 83’                                                                     |
| 30-3-2003                                                               | Harare                                                                  | Zimbabwe                                                                | 3 – 1                                                                   | Seychelles                                                              | Qual. Coppa d'Africa 2004                                               | -                                                                       |                                                                         |
| 7-6-2003                                                                | Victoria                                                                | Seychelles                                                              | 2 – 1                                                                   | Mali                                                                    | Qual. Coppa d'Africa 2004                                               | -                                                                       | 22’                                                                     |
| 5-9-2004                                                                | Harare                                                                  | Zimbabwe                                                                | 0 – 3                                                                   | Nigeria                                                                 | Qual. Mondiali 2006                                                     | -                                                                       |                                                                         |
| 27-3-2005                                                               | Harare                                                                  | Zimbabwe                                                                | 2 – 1                                                                   | Angola                                                                  | Qual. Mondiali 2006                                                     | 1                                                                       |                                                                         |
| 19-6-2005                                                               | Orano                                                                   | Algeria                                                                 | 2 – 2                                                                   | Zimbabwe                                                                | Qual. Mondiali 2006                                                     | -                                                                       | 75’                                                                     |
| 4-9-2005                                                                | Harare                                                                  | Zimbabwe                                                                | 3 – 1                                                                   | Ruanda                                                                  | Qual. Mondiali 2006                                                     | 1                                                                       |                                                                         |
| 8-10-2005                                                               | Abuja                                                                   | Nigeria                                                                 | 5 – 1                                                                   | Zimbabwe                                                                | Qual. Mondiali 2006                                                     | 1                                                                       |                                                                         |
| 23-1-2006                                                               | Porto Said                                                              | Zimbabwe                                                                | 0 – 2                                                                   | Senegal                                                                 | Coppa d'Africa 2006 - 1º turno                                          | -                                                                       |                                                                         |
| 27-1-2006                                                               | Porto Said                                                              | Nigeria                                                                 | 2 – 0                                                                   | Zimbabwe                                                                | Coppa d'Africa 2006 - 1º turno                                          | -                                                                       |                                                                         |
| 31-1-2006                                                               | Ismailia                                                                | Ghana                                                                   | 1 – 2                                                                   | Zimbabwe                                                                | Coppa d'Africa 2006 - 1º turno                                          | 1                                                                       |                                                                         |
| 7-10-2006                                                               | Blantyre                                                                | Malawi                                                                  | 1 – 0                                                                   | Mali                                                                    | Qual. Coppa d'Africa 2008                                               | -                                                                       |                                                                         |
| 25-3-2007                                                               | Harare                                                                  | Zimbabwe                                                                | 1 – 1                                                                   | Marocco                                                                 | Qual. Coppa d'Africa 2008                                               | -                                                                       |                                                                         |
| 25-5-2007                                                               | Johannesburg                                                            | Zimbabwe                                                                | 1 – 1                                                                   | Lesotho                                                                 | Amichevole                                                              | -                                                                       | 80’                                                                     |
| 2-6-2007                                                                | Rabat                                                                   | Marocco                                                                 | 2 – 0                                                                   | Zimbabwe                                                                | Qual. Coppa d'Africa 2008                                               | -                                                                       |                                                                         |
| 26-3-2008                                                               | Gaborone                                                                | Botswana                                                                | 0 – 1                                                                   | Zimbabwe                                                                | Amichevole                                                              | -                                                                       | 68’                                                                     |
| 1-6-2008                                                                | Conakry                                                                 | Guinea                                                                  | 0 – 0                                                                   | Zimbabwe                                                                | Qual. Mondiali 2010                                                     | -                                                                       |                                                                         |
| 8-6-2008                                                                | Harare                                                                  | Zimbabwe                                                                | 2 – 0                                                                   | Namibia                                                                 | Qual. Mondiali 2010                                                     | -                                                                       | 83’                                                                     |
| 14-6-2008                                                               | Nairobi                                                                 | Kenya                                                                   | 2 – 0                                                                   | Zimbabwe                                                                | Qual. Mondiali 2010                                                     | -                                                                       |                                                                         |
| 22-6-2008                                                               | Harare                                                                  | Zimbabwe                                                                | 0 – 0                                                                   | Kenya                                                                   | Qual. Mondiali 2010                                                     | -                                                                       |                                                                         |
| 2-6-2010                                                                | Harare                                                                  | Zimbabwe                                                                | 0 – 3                                                                   | Brasile                                                                 | Amichevole                                                              | -                                                                       | 54’                                                                     |
| 10-10-2010                                                              | Harare                                                                  | Zimbabwe                                                                | 0 – 0                                                                   | Capo Verde                                                              | Qual. Coppa d'Africa 2012                                               | -                                                                       | 65’                                                                     |
| Totale                                                                  |                                                                         | Presenze                                                                | 42                                                                      |                                                                         | Reti                                                                    | 10                                                                      |                                                                         |

## Palmarès

### Club
- Coppa di Francia: 2

Auxerre: 2002-2003, 2004-2005

### Individuali
- PSL Players' Player of the Season: 1

2000-01